# Mia Hundvin
Mia Hundvin (Bergen, 7 de março de 1977) é uma ex-handebolista profissional norueguesa, medalhista olímpica.
Mia Hundvin fez parte da geração medalha de bronze em Sydney 2000.

## Vida pessoal
Em 2000, ela relacionou-se com a jogadora de handebol dinamarquesa Camilla Andersen, mas o casal se separou três anos depois. A Sports Illustrated publicou uma extensa matéria sobre elas, que são celebridades muito comentadas em seus países.